# Aspidopterys nutans
Aspidopterys nutans là một loài thực vật có hoa trong họ Malpighiaceae. Loài này được (Roxb. ex DC.) A.Juss. mô tả khoa học đầu tiên năm 1840.